# Елма Халиловић
Елма Халиловић (1. новембар 1978, Нови Пазар) професорка је и књижевни критичар. 
Дипломирала је српску књижевност и језик на Филозофском факултету Универзитета у Приштини. Мастер и докторске студије завршила је на Филозофском факултету Универзитета у Новом Саду. Докторирала је на теми из народне књижевности под називом „Фолклорна збирка Хусеина Дердемеза”. Ради на Државном универзитету у Новом Пазару. Објављује есеје и научне радове у стручним часописима. Снимила је документарне филмове „Живот и рад Хусеина Дердемеза” (2020) и „Дердемез као сакупљач и чувар народног блага” (2021). Учествовала је на бројним домаћим и међународним научним скуповима. Изучава савремену и усмену књижевност. Члан је жирија за књижевну награду „Меша Селимовић”.
Удата, мајка двоје деце.

## Дела
- Слепа Живана - како и зашто (2010)
- Загонетке (2015), коауторка
- Фолклорна збирка Хусеина Дердемеза (2023) коауторка